# Neodaksha sordida
Neodaksha sordida är en insektsart som beskrevs av Medler 2000. Neodaksha sordida ingår i släktet Neodaksha och familjen Flatidae. Inga underarter finns listade i Catalogue of Life.